# Palcamayo (distrito)
Palcamayo é um distrito do peru, departamento de Junín, localizada na província de Tarma.

## Transporte
O distrito de Palcamayo é servido pela seguinte rodovia:
- JU-105, que liga o distrito de Acobamba à cidade de San Pedro de Cajas [1][2][3]